# Bruchsal (stacja kolejowa)
Bruchsal – stacja kolejowa w Bruchsal, w kraju związkowym Badenia-Wirtembergia, w Niemczech. Znajdują się tu 3 perony.